# Karlskrona (Gemeinde)
Koordinaten: 56° 10′ N, 15° 35′ O

Karlskrona ist eine Gemeinde (schwedisch kommun) in der schwedischen Provinz Blekinge län und der historischen Provinz Blekinge. Der Hauptort der Gemeinde ist Karlskrona.

## Größere Orte
- Drottningskär
- Fridlevstad
- Fågelmara
- Gängletorp
- Hasslö
- Holmsjö
- Jämjö
- Karlskrona
- Kättilsmåla
- Nättraby
- Nävragöl
- Rödeby
- Spjutsbygd
- Sturkö
- Torhamn
- Tving